# Азедин Унаи
Азедин Унаи (арап. عز الدين أوناحي; Казабланка, 19. април 2000) је марокански фудбалер који тренутно наступа за Панатинаикос, на позајмици из Олимпик Марсеља. Игра на позицији везног играча.

## Успеси
Мароко до 20
- Медитеранске игре:  2018.[4]

Појединачни
- ИФФХС идеални тим Африке 2022.[5]
- Орден трона: 2022.[6]